# Cela de Núñez
Cela de Núñez (en valenciano y oficialmente Setla de Nunyes) es una localidad española del municipio de Muro de Alcoy, perteneciente a la provincia de Alicante, en la Comunidad Valenciana.

## Geografía
Las poblaciones más cercanas son Benamer, a 1,4 kilómetros, y Muro de Alcoy y Turballos, a 1,9 km cada una. Se encuentra a 400 m s. n. m.

## Historia
En este pueblo se libró una batalla durante la rebelión de la Segunda Germanía del Reino de Valencia en 1693.
Hacia mediados del siglo XIX, el lugar, por entonces con ayuntamiento propio, tenía contabilizada una población de 325 habitantes. Aparece descrito en el sexto volumen del Diccionario geográfico-estadístico-histórico de España y sus posesiones de Ultramar de Pascual Madoz con las siguientes palabras:

CELA (ó setla) DE NÚÑEZ: l. con ayunt. de la prov. de Alicante (12 horas), part. jud. de Concentaina (1), aud. terr., c. g. y dióc. de Valencia (19): sit. en la márg. izq. del riach. Agres, donde le combaten todos los vientos y goza de clima bastante templado, una atmósfera pura y cielo alegre, no padeciéndose otras enfermedades que las estacionales. Tiene 77 casas de regulares dimensiones y buena distribucion interior; la del ayunt.; casa-palacio del señor territorial; un pósito con unas 12 fan. de trigo, y una igl. parr. (San Joaquin), servida por un cura que provee una vez el ordinario y otra el señor marqués de Albaida, como señor territorial y patrono: es matriz de la de Turballos, y se fundó en 1343. El vecindario se surte de una fuente pública que hay fuera de la pobl., cuyas aguas son abundantes y de buena calidad. El térm. confina por N. con Carricola; E. Gayanes y Alcocer de Planes; S. y O. Muro; estendiéndose 3/4 de N. á S., y apenas la mitad de E. á O. En su radio se comprende el l. de Turballos, (V.) que tuvo ayunt. hasta el año 1845 en que se agregó á Cela por no tener los 30 vec. de la ley, formando con él municipalidad. El terreno es algun tanto desigual, de tierra rojiza en las cercanias de Turballos, y de albani en la de Cela; participa de secano generalmente flojo, y huerta que es tenaz y bastante productiva, la cual se fertiliza con las aguas del riach. Agres, que se toman por medio de una presa. Sobre su cáuce hay un puente de mamposteria de dos arcos y de unos 60 palmos de elevacion. El térm. ant. de Turballos no disfruta de este riego por su mucha altura, pero sí del de una copiosa fuente que nace de entre peñas, cuyo caudal se ha aumentado de resultas de una escavacion que se practicó: el agua es blanda y al salir conserva un calor moderado. Los caminos son locales, de herradura y algo abandonados. La correspondencia se recibe de la estafeta de Muro por medio de peaton. prod.: trigo, panizo, aceite, vino, seda, legumbres y hortalizas. ind.: la agrícola, un molino de aceite, ocupándose sobre 10 vec. en telares de lienzo, que dependen de la fáb. de lienzos de Muro. pobl.: sin incluir la de Turballos, 68 vec., 325 alm. cap. prod.: 803,867 reales. imp.: 25,136. contr.: 9,482. El presupuesto municipal asciende á 3,301 reales, y se cubre con 840 que produce el arbitrio de la libre venta, repartiendo el déficit entre los vecinos.
(Madoz, 1847, p. 293)

A finales del siglo XIX, entre 2 y , se incorporó al municipio de Muro de Alcoy.

## Geografía humana

### Demografía
| Gráfica de evolución demográfica de Cela de Núñez entre 1842 y 1860 |
| |
| Población de derecho según los censos de población del INE Población de hecho según los censos de población del INEEntre el censo de 1857 y el anterior, crece el término del municipio porque incorpora a 035002 (Turballos) Entre el censo de 1877 y el anterior, este municipio desaparece porque se integra en el municipio 03092 (Muro de Alcoy) |

En 2022, la entidad singular de población tenía empadronados 5 habitantes y el núcleo de población, 23.

## Patrimonio

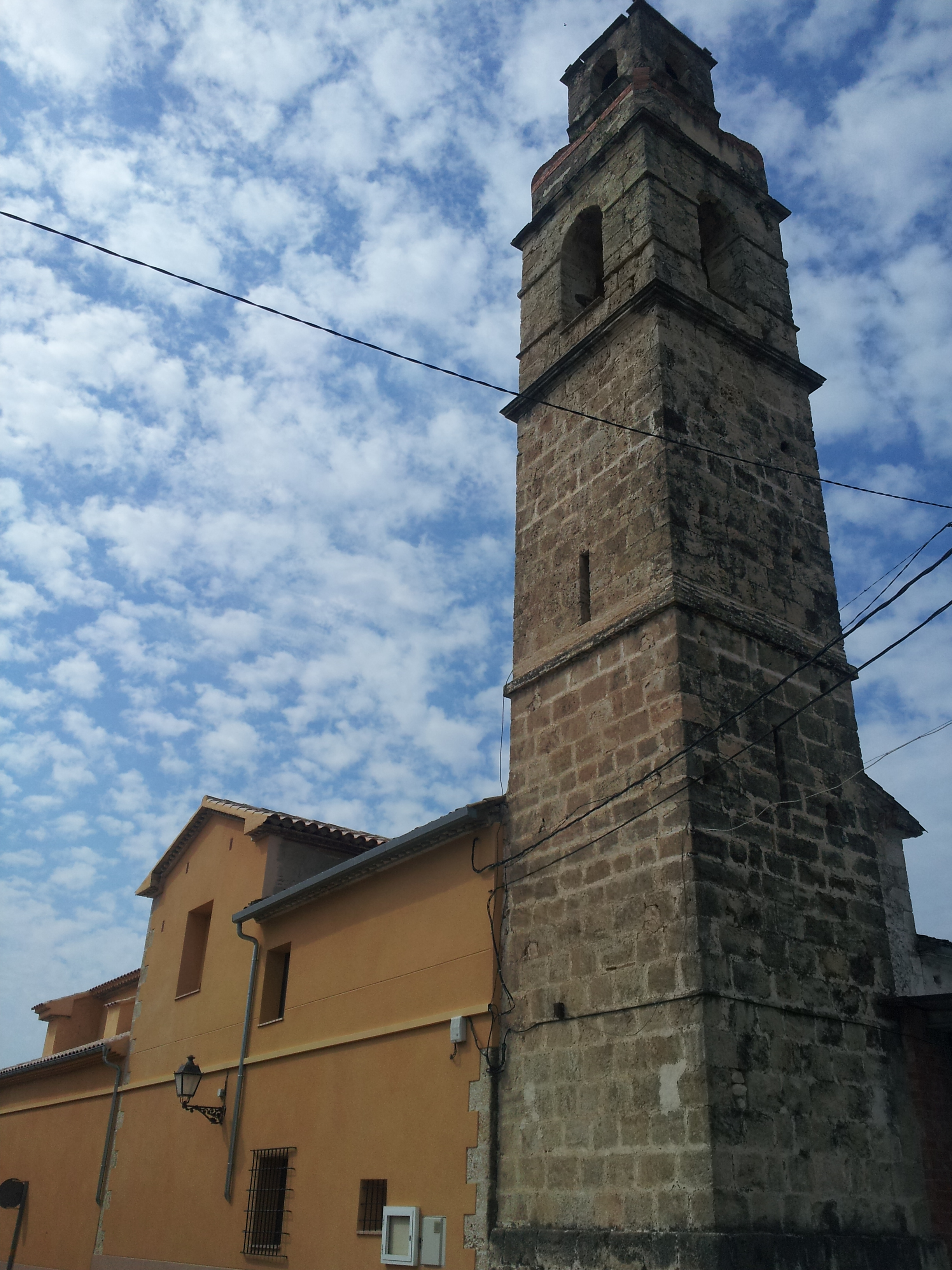
Vista de la iglesia de San Joaquín

Hay en el lugar una iglesia de San Joaquín.